# R1 (路面電車車両)

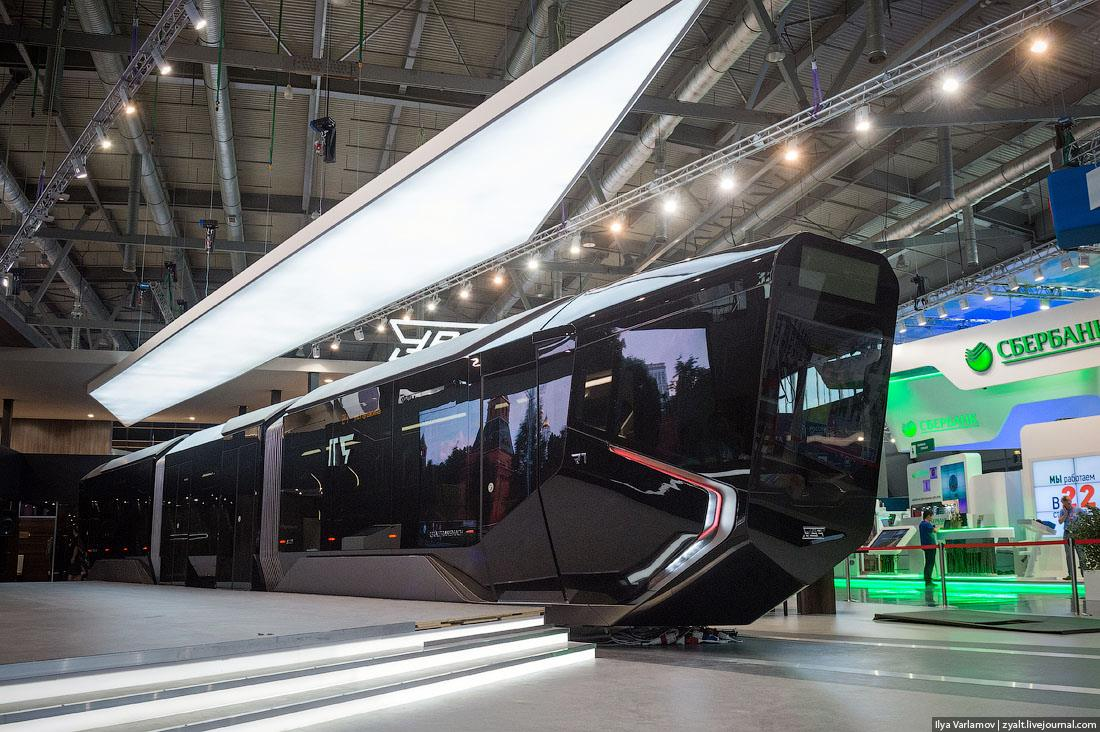
エカテリンブルクの産業見本市で展示された試作車

R1（Russia One）は、ロシア連邦のウラルトランスマッシュとATOMが開発した超低床路面電車。71-410と言う形式番号も有し、2014年7月に発表され「線路の上のiPhone」とも称される斬新なデザインで注目を集めたが、量産される事はなかった。

## 概要

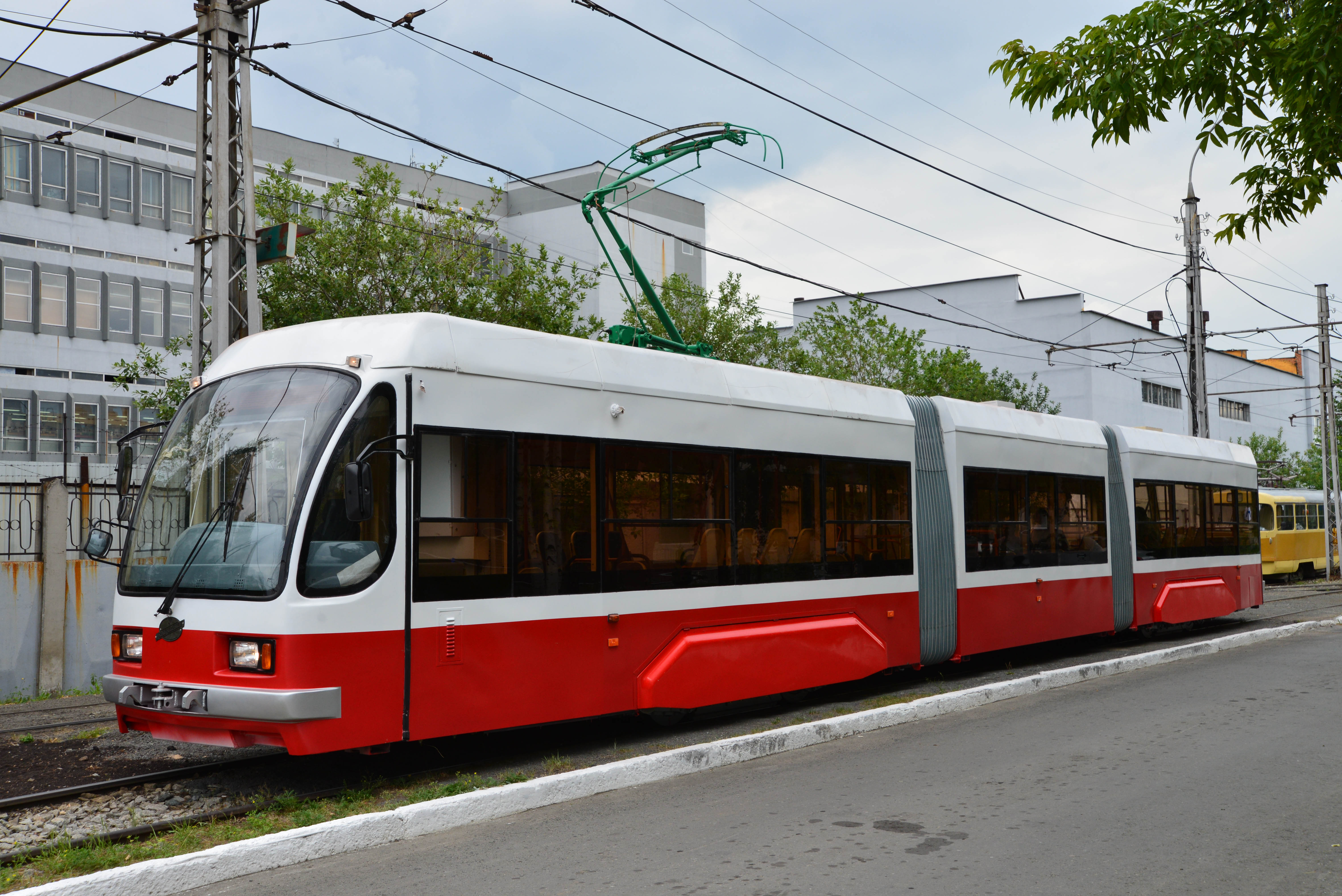
R1の基礎となった71-409

ウラルトランスマッシュはエカテリンブルクに本社を置く機械メーカーで、自走砲やポンプに加え路面電車の製造も行っている。そこで2012年に試作された71-409は、ロシア初の3車体連接式超低床電車であった。だが、ウラル車両工場のインダストリアルデザインに携わっていたデザイナーのアレクセイ・マスロフ（Алексей Носов）はその前時代的なデザインに疑問を感じ、世界市場への売り込みのためより海外にアピールする必要があると言う観点から、性能はそのままに車両デザインを大幅に変更する事を提案した。それを受け設計代理店のATOMの協力を得て開発されたのがこのR1である。開発は4ヶ月かけて行われ、2014年7月9日にエカテリンブルクで開催された産業見本市に合わせて完成した試作車と共にプロジェクトの公開が行われた。
逆三角形状の前方部分のデザインはアレクセイの提案によるもので、運転手の視認性を高め、光の反射や運転室内の温度上昇を防ぐ狙いがあった。ただ技術的な問題から2015年に発表された量産車は屋根上へ向けた傾斜を緩め、従来の路面電車に近いデザインに変更された。また当初は下部にバンパーを設置するデザインを構想していたが、安全面での問題のため却下された。
車内にはGPSに加えロシアの衛星測位システムであるGLONASSが搭載され、車内案内システムに使用される計画であった。Wi-Fiサービスや安全用の監視カメラも搭載されている他、抗菌仕様の手すりや抗菌性ランプなど衛生面にも重点を置いていた。最高速度は75km/hで、架線レス区間では蓄電池により最高速度50km/hでの走行も可能であった。
車体はモジュール式で単車（1両編成）から最大7車体連接車まで選択する事が出来、ループ線が存在する都市へ向けた片運転台仕様も想定していた。
なお、部品については内装やドアにオーストリア、ドイツ、スイスの製品を使用する以外はロシア国内で生産されたものを使用する予定であった。

## 導入予定、その後

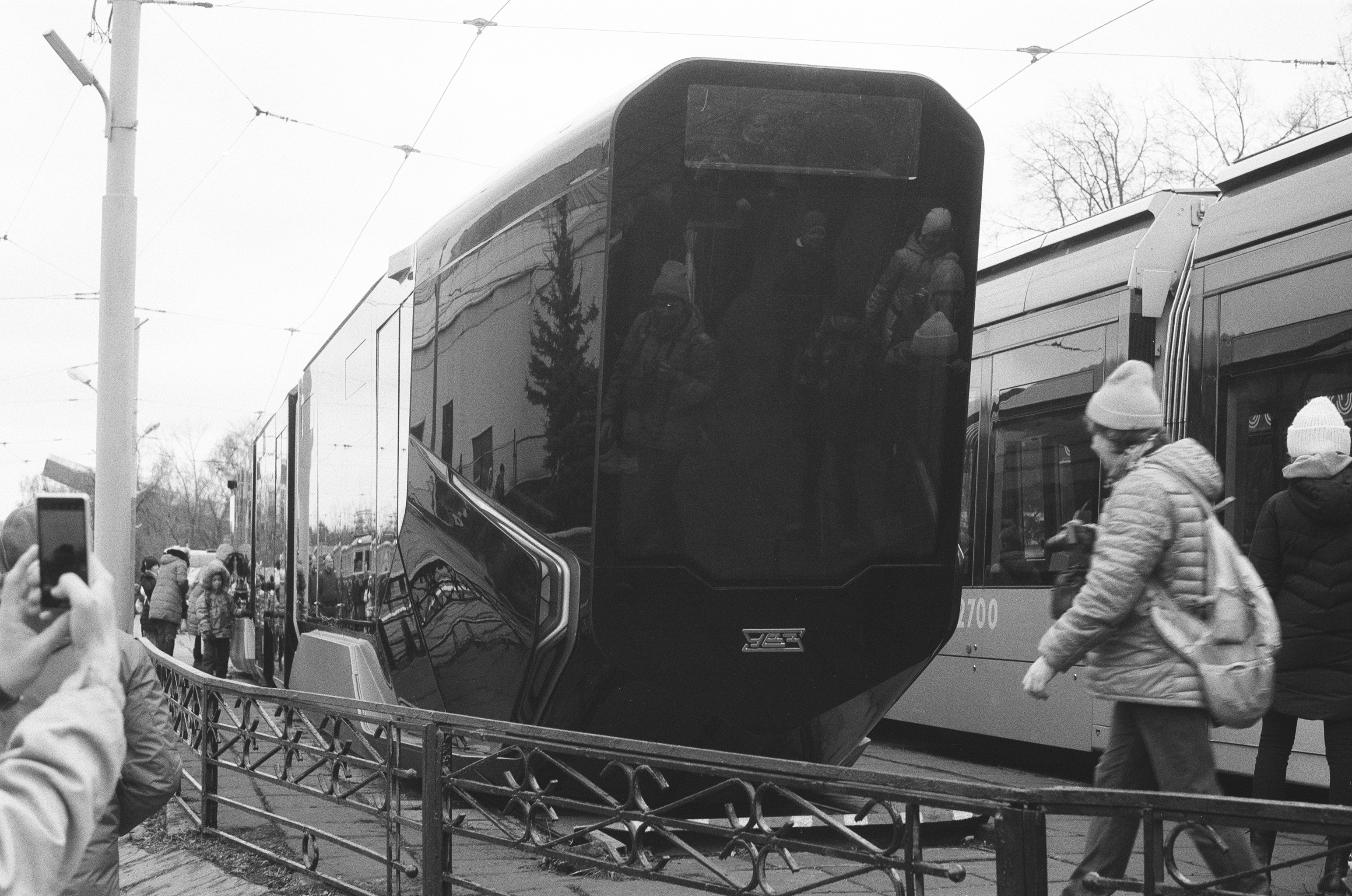
モスクワに現存する試作車（2022年撮影）

2018年のFIFAワールドカップに向け、エカテリンブルク市電へ50編成が導入される事となっていた。また、モスクワやサンクトペテルブルク、ソチ、カリーニングラード、サマーラなどロシア各地の路面電車への導入も計画されていた他中南米諸国やアフリカへの輸出も視野に入れており、2015年時点でモロッコのカサブランカ市が7車体連接式のR1を150編成購入する事を検討していた。その車両デザインも高く評価され、同2015年には国際的なデザイン賞であるレッド・ドット・デザイン賞を受賞した。
その後、生産はロシアの国営コングロマリットであるロステック（Ростех）が担当する事となったが、デザイン重視の設計であったが故に量産化は難しく、特に台車の製造や台枠の保守は困難と判断された。その結果導入予定だったロシアの各都市から全てキャンセルされ、カサブランカからの受注も成功せず、2017年をもって量産計画は中止となった。
試作車についてはそれ以降ウラルトランスマッシュの工場で長年にわたり放置されていたが、2021年にモスクワのモスクワ交通博物館へ移送され、以降は同博物館で保存されている。